# Copa América de 2019
Copa América de 2019, oficialmente CONMEBOL Copa América Brasil 2019, foi a 46.ª edição da Copa América, o principal torneio de futebol masculino entre seleções da América do Sul. Foi organizado pela Confederação Sul-Americana de Futebol (CONMEBOL). Contou com a participação das dez seleções sul-americanas afiliadas à CONMEBOL, sendo estas Argentina, Bolívia, Brasil, Chile, Colômbia, Equador, Paraguai, Peru, Uruguai e Venezuela, além das seleções do Japão e Qatar como convidadas.
O Brasil, que foi sede do evento pela 5.ª vez em sua história, deveria ter sediado a Copa América de 2015, mas devido à organização de outros eventos esportivos no país durante a década, como a Copa das Confederações FIFA de 2013, a Copa do Mundo FIFA de 2014 e os Jogos Olímpicos de Verão de 2016, o país trocou de edição com o Chile, que sediou o evento em 2015.
A competição foi vencida pelo Brasil, que disputou a partida final contra o Peru, no Estádio do Maracanã, alcançando seu nono título na competição. O Peru teve o seu melhor desempenho desde a última vez que chegou à final do torneio, em 1975. As seleções da Argentina e do Chile conquistaram o terceiro e quarto lugar, respectivamente, após definição na partida realizada em São Paulo.
A Copa América de 2019 foi um dos dois grandes eventos de futebol internacional que o Brasil sediou em 2019, o outro sendo a Copa do Mundo Sub-17, que ocorreu no país em outubro.

## Escolha do país-sede

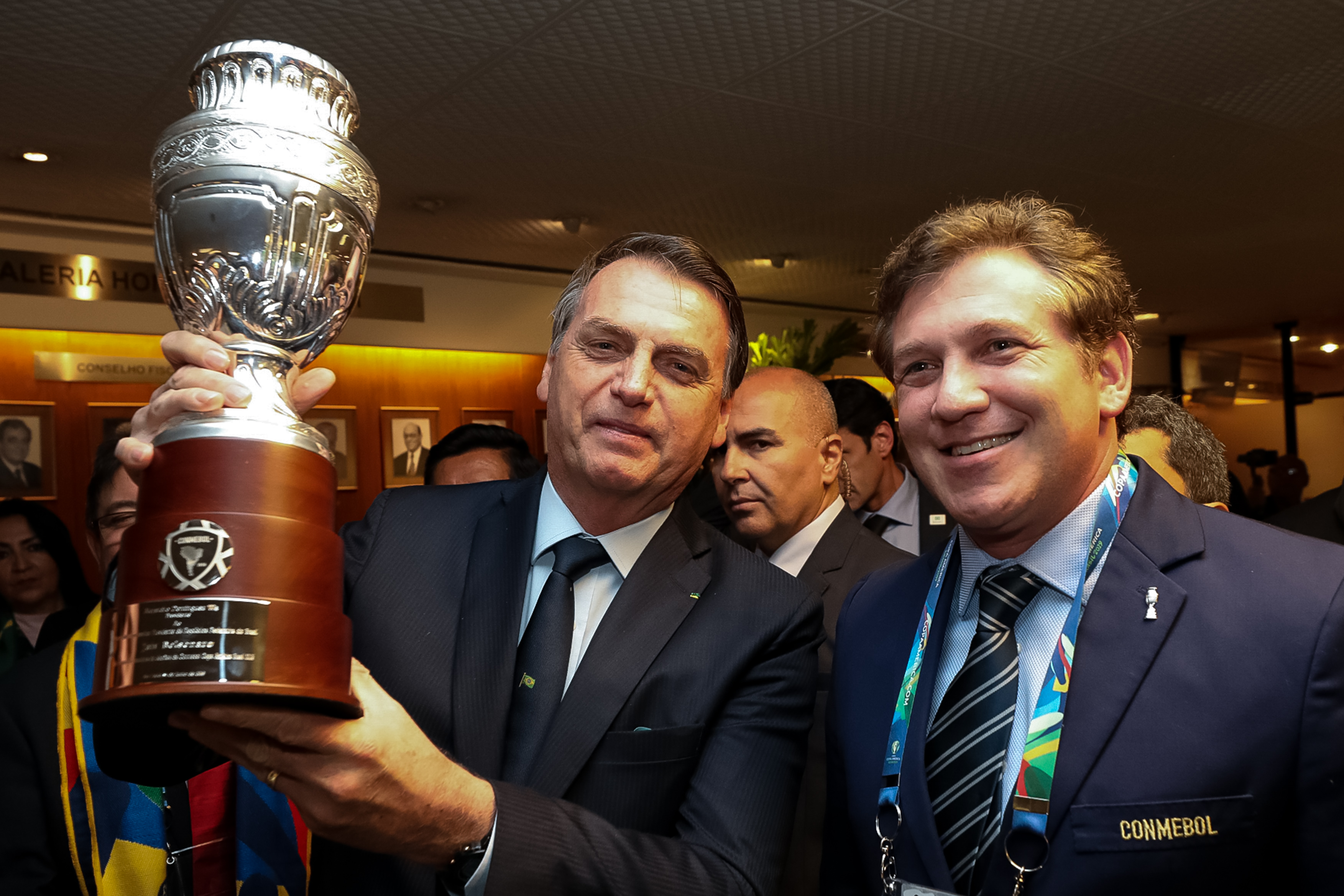
Então presidente Jair Bolsonaro recebe taça das mãos de Alejandro Domínguez, presidente da CONMEBOL

Seguindo o sistema de rodízio de sedes, a Copa América de 2015 deveria ser realizada no Brasil, país que organizou a competição pela última vez em 1989. Devido à organização de outros eventos esportivos no país durante a década, como a Copa das Confederações FIFA de 2013, a Copa do Mundo FIFA de 2014 e os Jogos Olímpicos de Verão de 2016, surgiu a ideia de que o Chile sediasse aquela edição. No entanto, em fevereiro de 2011 a Confederação Brasileira de Futebol (CBF) confirmou a realização do torneio no país.
Um ano depois, em março de 2012, a CBF optou por trocar a organização da Copa América de 2015 com o Chile, passando então a sediar a Copa América em 2019. Em 7 de junho de 2016, o presidente da Confederação Sul-Americana de Futebol (CONMEBOL) Alejandro Domínguez confirmou a realização do torneio no Brasil.
Em 26 de abril de 2017, foi decidido que haveria sete cidades-sedes, sendo uma no Sul e no Centro-Oeste, duas no Nordeste e três no Sudeste e oito estádios, nos quais grande parte foram utilizados na Copa do Mundo de 2014. São Paulo foi confirmada como a sede em que haverá dois estádios, enquanto a escolha da última sede, que ficou entre Recife e Fortaleza, seria decidida após a formação do comitê organizador. Em 23 de fevereiro de 2018, começou a ser formado o Comitê Organizador Local (COL) da Copa América 2019, que definiu a data da competição.

## Sedes
Em 14 de junho de 2018, o vice-presidente da CBF, Fernando Sarney, anunciou as cinco cidades-sedes que iriam receber os jogos: Belo Horizonte, Porto Alegre, Rio de Janeiro, Salvador e São Paulo — um aumento no número de cidades anfitriãs em relação ao certame anterior realizado no Brasil (em 1989, houve jogos em Goiânia, Recife, Rio de Janeiro e Salvador). Todos os municípios escolhidos para o torneio de 2019 foram sede da Copa do Mundo de 2014, e possuem estádios em padrão internacional. Na lista final, divulgada em 17 de setembro, definiu-se que São Paulo teria duas sedes, a Arena Corinthians e o Estádio do Morumbi (Morumbi não foi sede da Copa de 2014 e o Allianz Parque desistiu de ser sede), e que a sede gaúcha seria a Arena do Grêmio. Também foi definido que a partida de abertura seria em São Paulo, no Morumbi. As semifinais foram em Belo Horizonte e Porto Alegre, e a final foi no Maracanã. No dia 23 de novembro de 2018, a Conmebol decidiu trocar o Allianz Parque pela Arena Corinthians.
| Estádio do Maracanã | Estádio do Morumbi | Arena Corinthians  |
| Capacidade: 78 838  | Capacidade: 72 039 | Capacidade: 45 000 |
|                     |                    |                    |
| Belo Horizonte      | Porto Alegre       | Salvador           |
| Estádio Mineirão    | Arena do Grêmio    | Arena Fonte Nova   |
| Capacidade: 61 846  | Capacidade: 55 662 | Capacidade: 47 907 |
|                     |                    |                    |

## Equipes

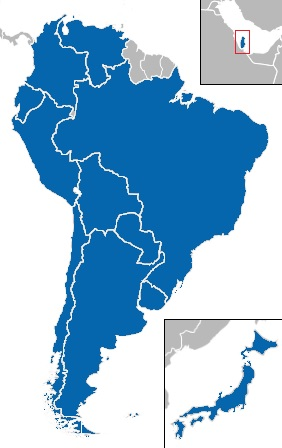
Seleções participantes

No princípio, a ideia era do torneio contar com as dez seleções associadas a CONMEBOL e mais seis seleções convidadas, de outras confederações. Entretanto, em 4 de maio de 2018, foi definido que seriam doze os países participantes (dois destes como convidados).
Esta é a primeira edição desde 1995 em que o México não participou do torneio como convidado.
| Confederação | Equipe    | Participação | Melhor desempenho                                                                                   | Ranking da FIFA¹ |
| ------------ | --------- | ------------ | --------------------------------------------------------------------------------------------------- | ---------------- |
| CONMEBOL     | Argentina | 42.ª         | Campeão (1921, 1925, 1927, 1929, 1937, 1941, 1945, 1946, 1947, 1955, 1957, 1959, 1991 e 1993)       | 11.º             |
| CONMEBOL     | Bolívia   | 27.ª         | Campeão (1963)                                                                                      | 62.º             |
| CONMEBOL     | Brasil    | 36.ª         | Campeão (1919, 1922, 1949, 1989, 1997, 1999, 2004 e 2007)                                           | 3.º              |
| CONMEBOL     | Chile     | 39.ª         | Campeão (2015 e 2016)                                                                               | 16.º             |
| CONMEBOL     | Colômbia  | 22.ª         | Campeão (2001)                                                                                      | 13.º             |
| CONMEBOL     | Equador   | 28.ª         | 4.º lugar (1959 e 1993)                                                                             | 60.º             |
| CONMEBOL     | Paraguai  | 37.ª         | Campeão (1953 e 1979)                                                                               | 36.º             |
| CONMEBOL     | Peru      | 32.ª         | Campeão (1939 e 1975)                                                                               | 21.º             |
| CONMEBOL     | Uruguai   | 44.ª         | Campeão (1916, 1917, 1920, 1923, 1924, 1926, 1935, 1942, 1956, 1959, 1967, 1983, 1987, 1995 e 2011) | 8.º              |
| CONMEBOL     | Venezuela | 18.ª         | 4.º lugar (2011)                                                                                    | 33.º             |
| AFC          | Japão     | 2.ª          | Primeira fase (1999)                                                                                | 28.º             |
| AFC          | Catar     | 1.ª          | Estreante                                                                                           | 55.º             |

¹ Divulgado em 14 de junho de 2019.

## Convocações
Cada equipe tem que enviar uma lista de 23 jogadores (3 devem ser goleiros).

## Arbitragem
Os árbitros e assistentes para o torneio foram definidos em 21 de março de 2019.
| Árbitros                                                      | Assistentes                                                       |
| ------------------------------------------------------------- | ----------------------------------------------------------------- |
| ARG Néstor Pitana ARG Fernando Rapallini ARG Patricio Loustau | ARG Hernán Maidana ARG Juan Pablo Belatti ARG Ezequiel Brailovsky |
| BOL Gery Vargas                                               | BOL José Antelo BOL Edwar Saavedra                                |
| BRA Wilton Sampaio BRA Raphael Claus BRA Anderson Daronco     | BRA Rodrigo Correa BRA Marcelo Van Gasse BRA Kléber Lúcio Gil     |
| CHI Roberto Tobar CHI Julio Bascuñán CHI Piero Maza           | CHI Christian Schiemann CHI Claudio Ríos                          |
| COL Wilmar Roldán COL Andrés Rojas COL Nicolás Gallo          | COL Alexander Guzmán COL Wilmar Navarro COL John Alexander León   |

| Árbitros                                      | Assistentes                            |
| --------------------------------------------- | -------------------------------------- |
| ECU Roddy Zambrano ECU Carlos Orbe            | ECU Christian Lescano ECU Byron Romero |
| PAR Mario Díaz de Vivar PAR Arnaldo Samaniego | PAR Eduardo Cardozo PAR Darío Gaona    |
| PER Diego Haro PER Víctor Carrillo            | PER Jonny Bossio PER Víctor Ráez       |
| URU Esteban Ostojich URU Leodán González      | URU Nicolás Tarán URU Richard Trinidad |
| VEN Alexis Herrera VEN Jesús Valenzuela       | VEN Carlos López VEN Luis Murillo      |

## Marketing

### Bola
A bola oficial se chama "Rabisco", produzida pela Nike, e o seu desenho é inspirado na arte urbana do Brasil.

### Mascote
Em 5 de abril de 2019, foi anunciado que o mascote seria uma capivara e, no mesmo dia, foi aberta uma votação na Internet para escolher o nome do mascote. Em 12 de abril de 2019, foi anunciado que o nome do mascote seria "Zizito", em homenagem ao ex-jogador Zizinho.

### Música oficial
No dia 9 de junho, a CONMEBOL lançou a música oficial da Copa América de 2019, Vibra Continente, estrelada pelos cantores Léo Santana e Karol G.

### Ações de marketing das patrocinadoras
As empresas patrocinadoras da Copa América de 2019, fizeram várias ações de marketing da competição. A Ambev, através da sua marca Brahma, realizou a Arena Nº1 Brahma, que aconteceu nas cidades-sedes, os espaços transmitiram os jogos ao vivo, além de shows musicais. A Brahma, também é responsável por entregar o prêmio de melhor jogador da partida em cada partida.
A Gol Linhas Aéreas Inteligentes, também patrocinadora, fez o transporte de todos os envolvidos na Copa América. A empresa também forneceu a transmissão das partidas feitas pela Rede Globo nas suas aeronaves.
A Mastercard, fez a distribuição de brindes exclusivos para as pessoas que fizeram compras usando seus cartões nos estádios durante as partidas da seleção brasileira. Também foi a responsável pela entrada de crianças no gramado ao lado de jogadores.

## Sorteio
O sorteio da fase de grupos foi realizado em 24 de janeiro de 2019, às 20 horas e 30 minutos (horário de Brasília), na Cidade das Artes, no Rio de Janeiro. 
Após o último ranking da FIFA divulgado em dezembro de 2018, foram definidos os potes do sorteio.
| Pote 1                                                 | Pote 2              | Pote 3                   | Pote 4                |
| ------------------------------------------------------ | ------------------- | ------------------------ | --------------------- |
| Brasil (como A1) Argentina (como B1) Uruguai (como C1) | Colômbia Chile Peru | Venezuela Paraguai Japão | Equador Bolívia Catar |

## Primeira fase
|  | Equipes qualificadas para a fase final                 |
|  | Equipes qualificadas como melhores terceiras colocados |
|  | Equipes eliminadas                                     |

Todos as partidas seguem o fuso horário de Brasília (UTC−3).

### Grupo A
| Pos. | Seleção   | Pts | J | V | E | D | GP | GC | SG |
| ---- | --------- | --- | - | - | - | - | -- | -- | -- |
| 1    | Brasil    | 7   | 3 | 2 | 1 | 0 | 8  | 0  | +8 |
| 2    | Venezuela | 5   | 3 | 1 | 2 | 0 | 3  | 1  | +2 |
| 3    | Peru      | 4   | 3 | 1 | 1 | 1 | 3  | 6  | –3 |
| 4    | Bolívia   | 0   | 3 | 0 | 0 | 3 | 2  | 9  | –7 |

| 14 de junho | Brasil                                         | 3 – 0     | Bolívia | Estádio do Morumbi, São Paulo              |
| 21:30       | Philippe Coutinho 49' (pen), 52' · Everton 84' | Relatório |         | Público: 47 619 Árbitro: ARG Néstor Pitana |

| 15 de junho | Venezuela | 0 – 0     | Peru | Arena do Grêmio, Porto Alegre              |
| 16:00       |           | Relatório |      | Público: 13 064 Árbitro: COL Wilmar Roldán |

| 18 de junho | Bolívia           | 1 – 3     | Peru                                     | Estádio do Maracanã, Rio de Janeiro         |
| 18:30       | Martins 27' (pen) | Relatório | Guerrero 44' · Farfán 54' · Flores 90+5' | Público: 17 550 Árbitro: ECU Roddy Zambrano |

| 18 de junho | Brasil | 0 – 0     | Venezuela | Arena Fonte Nova, Salvador                  |
| 21:30       |        | Relatório |           | Público: 39 622 Árbitro: CHI Julio Bascuñán |

| 22 de junho | Peru | 0 – 5     | Brasil                                                                            | Arena Corinthians, São Paulo                    |
| 16:00       |      | Relatório | Casemiro 11' · Roberto Firmino 18' · Everton 31' · Daniel Alves 53' · Willian 90' | Público: 42 317 Árbitro: ARG Fernando Rapallini |

| 22 de junho | Bolívia        | 1 – 3     | Venezuela                     | Estádio Mineirão, Belo Horizonte             |
| 16:00       | Justiniano 82' | Relatório | Machís 1', 54' · Martínez 86' | Público: 4 640 Árbitro: URU Esteban Ostojich |

### Grupo B
| Pos. | Seleção   | Pts | J | V | E | D | GP | GC | SG |
| ---- | --------- | --- | - | - | - | - | -- | -- | -- |
| 1    | Colômbia  | 9   | 3 | 3 | 0 | 0 | 4  | 0  | +4 |
| 2    | Argentina | 4   | 3 | 1 | 1 | 1 | 3  | 3  | 0  |
| 3    | Paraguai  | 2   | 3 | 0 | 2 | 1 | 3  | 4  | –1 |
| 4    | Catar     | 1   | 3 | 0 | 1 | 2 | 2  | 5  | –3 |

| 15 de junho | Argentina | 0 – 2     | Colômbia                     | Arena Fonte Nova, Salvador                 |
| 19:00       |           | Relatório | Martínez 70' · D. Zapata 85' | Público: 38 376 Árbitro: CHI Roberto Tobar |

| 16 de junho | Paraguai                        | 2 – 2     | Catar                         | Estádio do Maracanã, Rio de Janeiro     |
| 16:00       | Cardozo 3' (pen) · González 55' | Relatório | Ali 67' · R. Rojas 76' (g.c.) | Público: 10 622 Árbitro: PER Diego Haro |

| 19 de junho | Colômbia      | 1 – 0     | Catar | Estádio do Morumbi, São Paulo               |
| 18:30       | D. Zapata 85' | Relatório |       | Público: 22 079 Árbitro: VEN Alexis Herrera |

| 19 de junho | Argentina       | 1 – 1     | Paraguai    | Estádio Mineirão, Belo Horizonte            |
| 21:30       | Messi 56' (pen) | Relatório | Sánchez 36' | Público: 35 265 Árbitro: BRA Wilton Sampaio |

| 23 de junho | Catar | 0 – 2     | Argentina                | Arena do Grêmio, Porto Alegre               |
| 16:00       |       | Relatório | Martínez 3' · Agüero 81' | Público: 39 097 Árbitro: CHI Julio Bascuñán |

| 23 de junho | Colômbia    | 1 – 0     | Paraguai | Arena Fonte Nova, Salvador                   |
| 16:00       | Cuéllar 31' | Relatório |          | Público: 11 313 Árbitro: PER Víctor Carrillo |

### Grupo C
| Pos. | Seleção | Pts | J | V | E | D | GP | GC | SG |
| ---- | ------- | --- | - | - | - | - | -- | -- | -- |
| 1    | Uruguai | 7   | 3 | 2 | 1 | 0 | 7  | 2  | +5 |
| 2    | Chile   | 6   | 3 | 2 | 0 | 1 | 6  | 2  | +4 |
| 3    | Japão   | 2   | 3 | 0 | 2 | 1 | 3  | 7  | –4 |
| 4    | Equador | 1   | 3 | 0 | 1 | 2 | 2  | 7  | –5 |

| 16 de junho | Uruguai                                                | 4 – 0     | Equador | Estádio Mineirão, Belo Horizonte              |
| 19:00       | Lodeiro 5' · Cavani 32' · Suárez 43' · Mina 79' (g.c.) | Relatório |         | Público: 10 741 Árbitro: BRA Anderson Daronco |

| 17 de junho | Japão | 0 – 4     | Chile                                      | Estádio do Morumbi, São Paulo                    |
| 20:00       |       | Relatório | Pulgar 40' · Vargas 53', 82' · Sánchez 81' | Público: 23 242 Árbitro: PAR Mario Díaz de Vivar |

| 20 de junho | Uruguai                        | 2 – 2     | Japão            | Arena do Grêmio, Porto Alegre             |
| 20:00       | Suárez 31' (pen) · Giménez 65' | Relatório | Miyoshi 24', 58' | Público: 33 492 Árbitro: COL Andrés Rojas |

| 21 de junho | Equador               | 1 – 2     | Chile                       | Arena Fonte Nova, Salvador                    |
| 20:00       | E. Valencia 25' (pen) | Relatório | Fuenzalida 7' · Sánchez 50' | Público: 11 946 Árbitro: ARG Patricio Loustau |

| 24 de junho | Chile | 0 – 1     | Uruguai    | Estádio do Maracanã, Rio de Janeiro        |
| 20:00       |       | Relatório | Cavani 81' | Público: 49 272 Árbitro: BRA Raphael Claus |

| 24 de junho | Equador  | 1 – 1     | Japão        | Estádio Mineirão, Belo Horizonte             |
| 20:00       | Mena 34' | Relatório | Nakajima 16' | Público: 2 106 Árbitro: VEN Jesús Valenzuela |

### Melhores terceiros colocados
| Pos. | Seleção  | Pts | J | V | E | D | GP | GC | SG | Gr. |
| ---- | -------- | --- | - | - | - | - | -- | -- | -- | --- |
| 1    | Peru     | 4   | 3 | 1 | 1 | 1 | 3  | 6  | –3 | A   |
| 2    | Paraguai | 2   | 3 | 0 | 2 | 1 | 3  | 4  | –1 | B   |
| 3    | Japão    | 2   | 3 | 0 | 2 | 1 | 3  | 7  | –4 | C   |

## Fase final
|  | Quartas de final             | Quartas de final          |                             |       | Semifinais     | Semifinais     |  |  | Final                  | Final |
|  |                              |                           |                             |       |                |                |  |  |                        |       |
|  | 27 de junho – Porto Alegre   |                           |                             |       |                |                |  |  |                        |       |
|  |                              |                           |                             |       |                |                |  |  |                        |       |
|  | Brasil (pen)                 | 0 (4)                     |                             |       |                |                |  |  |                        |       |
|  | Brasil (pen)                 | 0 (4)                     | 2 de julho – Belo Horizonte |       |                |                |  |  |                        |       |
|  | Paraguai                     | 0 (3)                     |                             |       |                |                |  |  |                        |       |
|  | Paraguai                     | 0 (3)                     | Brasil                      | 2     |                |                |  |  |                        |       |
|  | 28 de junho – Rio de Janeiro |                           | Brasil                      | 2     |                |                |  |  |                        |       |
|  |                              | Argentina                 | 0                           |       |                |                |  |  |                        |       |
|  | Venezuela                    | Argentina                 | 0                           | 0     |                |                |  |  |                        |       |
|  | Venezuela                    |                           | 7 de julho – Rio de Janeiro | 0     |                |                |  |  |                        |       |
|  | Argentina                    | 2                         |                             |       |                |                |  |  |                        |       |
|  | Argentina                    | 2                         | Brasil                      | 3     |                |                |  |  |                        |       |
|  | 28 de junho – São Paulo      |                           | Brasil                      | 3     |                |                |  |  |                        |       |
|  |                              | Peru                      | 1                           |       |                |                |  |  |                        |       |
|  | Colômbia                     | Peru                      | 1                           | 0 (4) |                |                |  |  |                        |       |
|  | Colômbia                     | 3 de julho – Porto Alegre |                             | 0 (4) |                |                |  |  |                        |       |
|  | Chile (pen)                  | 0 (5)                     |                             |       |                |                |  |  |                        |       |
|  | Chile (pen)                  | 0 (5)                     | Chile                       | 0     | Terceiro lugar | Terceiro lugar |  |  |                        |       |
|  | 29 de junho – Salvador       |                           | Chile                       | 0     | Terceiro lugar | Terceiro lugar |  |  |                        |       |
|  |                              | Peru                      | 3                           |       |                |                |  |  |                        |       |
|  | Uruguai                      | Peru                      | 3                           | 0 (4) | Argentina      | 2              |  |  |                        |       |
|  | Uruguai                      |                           |                             | 0 (4) | Argentina      | 2              |  |  |                        |       |
|  | Peru (pen)                   | 0 (5)                     |                             | Chile | 1              |                |  |  |                        |       |
|  | Peru (pen)                   | 0 (5)                     |                             |       | 1              |                |  |  |                        |       |
|  |                              |                           |                             |       |                |                |  |  | 6 de julho – São Paulo |       |
|  |                              |                           |                             |       |                |                |  |  |                        |       |

### Quartas de final
| 27 de junho | Brasil | 0 – 0     | Paraguai | Arena do Grêmio, Porto Alegre              |
| 21:30       |        | Relatório |          | Público: 45 495 Árbitro: CHI Roberto Tobar |

|                                                                    |       | Penalidades                            |  |
| Willian Marquinhos Philippe Coutinho Roberto Firmino Gabriel Jesus | 4 – 3 | Gómez Almirón Valdez R. Rojas González |  |

| 28 de junho | Venezuela | 0 – 2     | Argentina                  | Estádio do Maracanã, Rio de Janeiro        |
| 16:00       |           | Relatório | Martínez 9' · Lo Celso 73' | Público: 42 493 Árbitro: COL Wilmar Roldán |

| 28 de junho | Colômbia | 0 – 0     | Chile | Arena Corinthians, São Paulo               |
| 20:20       |          | Relatório |       | Público: 41 688 Árbitro: ARG Néstor Pitana |

|                                         |       | Penalidades                          |  |
| Rodríguez Cardona Cuadrado Mina Tesillo | 4 – 5 | Vidal Vargas Pulgar Aránguiz Sánchez |  |

| 29 de junho | Uruguai | 0 – 0     | Peru | Arena Fonte Nova, Salvador                  |
| 16:00       |         | Relatório |      | Público: 18 079 Árbitro: BRA Wilton Sampaio |

|                                         |       | Penalidades                             |  |
| Suárez Cavani Stuani Bentancur Torreira | 4 – 5 | Guerrero Ruidíaz Yotún Advíncula Flores |  |

### Semifinal
| 2 de julho | Brasil                                  | 2 – 0     | Argentina | Estádio Mineirão, Belo Horizonte            |
| 21:30      | Gabriel Jesus 18' · Roberto Firmino 70' | Relatório |           | Público: 52 235 Árbitro: ECU Roddy Zambrano |

| 3 de julho | Chile | 0 – 3     | Peru                                  | Arena do Grêmio, Porto Alegre              |
| 21:30      |       | Relatório | Flores 20' · Yotún 37' · Guerrero 90' | Público: 29 883 Árbitro: COL Wilmar Roldán |

### Disputa pelo terceiro lugar
| 6 de julho | Argentina               | 2 – 1     | Chile           | Arena Corinthians, São Paulo                     |
| 16:00      | Agüero 11' · Dybala 21' | Relatório | Vidal 58' (pen) | Público: 41 566 Árbitro: PAR Mario Díaz de Vivar |

### Final
| 7 de julho | Brasil                                                    | 3 – 1     | Peru               | Estádio do Maracanã, Rio de Janeiro                                |
| 17:00      | Everton 14' · Gabriel Jesus 45+2' · Richarlison 89' (pen) | Relatório | Guerrero 43' (pen) | Público: 58 579 Renda: R$ 38.766.900,00 Árbitro: CHI Roberto Tobar |

## Premiação
| Copa América de 2019        |
| Brasil                      |
| --------------------------- |
| Brasil Campeão (9.º título) |

| Prêmio Bola de Ouro | Prêmio Chuteira de Ouro | Prêmio Luva de Ouro |
| ------------------- | ----------------------- | ------------------- |
| BRA Daniel Alves    | BRA Everton             | BRA Alisson         |
| Prêmio Fair Play    |                         |                     |
| Brasil              |                         |                     |

### Seleção do Campeonato
A Seleção desta edição da Copa América foi feita pelo Grupo de Estudo Técnico da Conmebol.
| Goleiro/Guarda-Redes | Defensores/Defesas                                           | Meias/Médios                                                | Atacantes/Avançados        |
| -------------------- | ------------------------------------------------------------ | ----------------------------------------------------------- | -------------------------- |
| - Alisson            | - Daniel Alves - José Giménez - Thiago Silva - Miguel Trauco | - Arthur - Leandro Paredes - Arturo Vidal - James Rodríguez | - Everton - Paolo Guerrero |

## Estatísticas

### Artilharia
3 gols (2)
- BRA Everton
- PER Paolo Guerrero

2 gols (13)
- ARG Lautaro Martínez
- ARG Sergio Agüero
- BRA Gabriel Jesus
- BRA Philippe Coutinho
- BRA Roberto Firmino
- CHI Alexis Sánchez
- CHI Eduardo Vargas
- COL Duván Zapata
- JPN Koji Miyoshi
- PER Edison Flores
- URU Edinson Cavani
- URU Luis Suárez
- VEN Darwin Machís

1 gol (26)
- ARG Giovani Lo Celso
- ARG Lionel Messi
- ARG Paulo Dybala
- BOL Leonel Justiniano
- BOL Marcelo Martins Moreno
- BRA Casemiro
- BRA Daniel Alves
- BRA Richarlison
- BRA Willian
- CHI Arturo Vidal
- CHI Erick Pulgar
- CHI José Pedro Fuenzalida
- COL Gustavo Cuéllar
- COL Roger Martínez
- ECU Ángel Mena
- ECU Enner Valencia
- JPN Shoya Nakajima
- PAR Derlis González
- PAR Óscar Cardozo
- PAR Richard Sánchez
- PER Jefferson Farfán
- PER Yoshimar Yotún
- QAT Almoez Ali
- URU José Giménez
- URU Nicolás Lodeiro
- VEN Josef Martínez

Gols contra (2)
- ECU Arturo Mina (para o Uruguai)
- PAR Rodrigo Rojas (para o Qatar)

### Classificação final
A classificação final é determinada através da fase em que a seleção alcançou e a sua pontuação, levando em conta os critérios de desempate.
| Pos.                            | Seleção   | Gr | Pts | J | V | E | D | GP | GC | SG  |
| ------------------------------- | --------- | -- | --- | - | - | - | - | -- | -- | --- |
| Final                           |           |    |     |   |   |   |   |    |    |     |
| 1                               | Brasil    | A  | 14  | 6 | 4 | 2 | 0 | 13 | 1  | +12 |
| 2                               | Peru      | A  | 8   | 6 | 2 | 2 | 2 | 7  | 9  | –2  |
| Disputa pelo terceiro lugar     |           |    |     |   |   |   |   |    |    |     |
| 3                               | Argentina | B  | 10  | 6 | 3 | 1 | 2 | 7  | 6  | +1  |
| 4                               | Chile     | C  | 7   | 6 | 2 | 1 | 3 | 7  | 7  | 0   |
| Eliminados nas quartas de final |           |    |     |   |   |   |   |    |    |     |
| 5                               | Colômbia  | B  | 9   | 4 | 3 | 1 | 0 | 4  | 0  | +4  |
| 6                               | Uruguai   | C  | 8   | 4 | 2 | 2 | 0 | 7  | 2  | +5  |
| 7                               | Venezuela | A  | 5   | 4 | 1 | 2 | 1 | 3  | 3  | 0   |
| 8                               | Paraguai  | B  | 3   | 4 | 0 | 3 | 1 | 3  | 4  | –1  |
| Eliminados na fase de grupos    |           |    |     |   |   |   |   |    |    |     |
| 9                               | Japão     | C  | 2   | 3 | 0 | 2 | 1 | 3  | 7  | –4  |
| 10                              | Catar     | B  | 1   | 3 | 0 | 1 | 2 | 2  | 5  | –3  |
| 11                              | Equador   | C  | 1   | 3 | 0 | 1 | 2 | 2  | 7  | –5  |
| 12                              | Bolívia   | A  | 0   | 3 | 0 | 0 | 3 | 2  | 9  | –7  |

### Maiores públicos
| Nº | Público | Mandante | Placar      | Visitante | Estádio             | Cidade         | Data        | Rodada           | Ref.   |
| -- | ------- | -------- | ----------- | --------- | ------------------- | -------------- | ----------- | ---------------- | ------ |
| 1  | 58 579  | Brasil   | 3–1         | Peru      | Estádio do Maracanã | Rio de Janeiro | 7 de julho  | Final            | [ 51 ] |
| 2  | 52 235  | Brasil   | 2–0         | Argentina | Estádio Mineirão    | Belo Horizonte | 2 de julho  | Semifinal        | [ 48 ] |
| 3  | 49 272  | Chile    | 0–1         | Uruguai   | Estádio do Maracanã | Rio de Janeiro | 24 de junho | 3.ª – Grupo C    | [ 42 ] |
| 4  | 47 619  | Brasil   | 3–0         | Bolívia   | Estádio do Morumbi  | São Paulo      | 14 de junho | 1.ª – Grupo A    | [ 26 ] |
| 5  | 45 495  | Brasil   | 0 (4)–(3) 0 | Paraguai  | Arena do Grêmio     | Porto Alegre   | 27 de junho | Quartas de final | [ 44 ] |

## Direitos de transmissão
Fonte:

### CONMEBOL
| País               | Transmissão                                              | Notas                                                                      | Ref.          |
| ------------------ | -------------------------------------------------------- | -------------------------------------------------------------------------- | ------------- |
| Brasil (anfitrião) | Rede Globo                                               | Jogos selecionados ao vivo (incluindo todos os jogos do Brasil e final)    | [ 54 ]        |
| Brasil (anfitrião) | SporTV                                                   | Todas as 26 partidas ao vivo                                               | [ 55 ]        |
| Argentina          | Televisión Pública Argentina                             | Jogos selecionados ao vivo (incluindo todos os jogos da Argentina)         | [ 56 ]        |
| Argentina          | TyC Sports e DirecTV Sports                              | Todas as 26 partidas ao vivo                                               |               |
| Bolívia            | Unitel e BTV                                             | Todas as 26 partidas ao vivo                                               |               |
| Bolívia            | Tigo Sports, Inter Satelital, Cotas e DirecTV Sports     | Todas as 26 partidas ao vivo                                               |               |
| Chile              | Canal 13 e TVN                                           | Jogos selecionados ao vivo (incluindo todos os jogos do Chile e final)     | [ 57 ]        |
| Chile              | CDF e DirecTV Sports                                     | Todas as 26 partidas ao vivo                                               | [ 58 ]        |
| Colômbia           | Caracol Televisión                                       | Jogos selecionados ao vivo (incluindo todos os jogos da Colômbia e final)  |               |
| Colômbia           | DirecTV Sports                                           | Todas as 26 partidas ao vivo                                               |               |
| Equador            | Teleamazonas e DirecTV Sports                            | Todas as 26 partidas ao vivo                                               | [ 59 ]        |
| Paraguai           | RPC                                                      | Jogos seleccionados ao vivo (incluindo todos os jogos do Paraguai)         |               |
| Paraguai           | Tigo Sports, Tigo Max, Canal del Fútbol e DirecTV Sports | Todas as 26 partidas ao vivo                                               |               |
| Peru               | América TV                                               | Jogos selecionados ao vivo (incluindo todos os jogos do Peru e final)      | [ 60 ]        |
| Peru               | DirecTV Sports                                           | Todas as 26 partidas ao vivo                                               |               |
| Uruguai            | Teledoce                                                 | Jogos selecionados ao vivo (incluindo todos os jogos do Uruguai)           |               |
| Uruguai            | Cablevisión, Dexary e DirecTV Sports                     | Todas as 26 partidas ao vivo                                               | [ 61 ] [ 62 ] |
| Venezuela          | Venevisión                                               | Jogos selecionados ao vivo (incluindo todos os jogos da Venezuela e final) |               |
| Venezuela          | TVes e DirecTV Sports                                    | Todas as 26 partidas ao vivo                                               |               |

### CONCACAF
| País           | Transmissão           | Notas                                                          | Ref.   |
| -------------- | --------------------- | -------------------------------------------------------------- | ------ |
| Canadá         | RDS                   | Todas as 26 partidas ao vivo em francês                        | [ 63 ] |
| Canadá         | TSN                   | Todas as 26 partidas ao vivo em inglês                         | [ 64 ] |
| Costa Rica     | Repretel e Sky Sports | Todas as 26 partidas ao vivo                                   | [ 65 ] |
| El Salvador    | TCS e Sky Sports      | Todas as 26 partidas ao vivo                                   |        |
| Estados Unidos | ESPN                  | Todas as 26 partidas ao vivo em inglês (em português no ESPN+) | [ 66 ] |
| Estados Unidos | Telemundo             | Todas as 26 partidas ao vivo em espanhol                       | [ 67 ] |
| México         | TV Azteca             | Jogos selecionados ao vivo                                     |        |
| México         | Televisa              | Todas as 26 partidas ao vivo                                   |        |

### Mundo
| País           | Transmissão  | Notas | Ref. |
| -------------- | ------------ | ----- | ---- |
| Alemanha       | DAZN         |       |      |
| Arábia Saudita | BeIN Sports  |       |      |
| Austrália      | BeIN Sports  |       |      |
| Áustria        | DAZN         |       |      |
| Bélgica        | Telenet      |       |      |
| Catar          | BeIN Sports  |       |      |
| Coreia do Sul  | JTBC3        |       |      |
| Dinamarca      | Viasat Sport |       |      |
| Egito          | BeIN Sports  |       |      |
| França         | BeIN Sports  |       |      |
| Irão           | BeIN Sports  |       |      |
| Iraque         | BeIN Sports  |       |      |
| Israel         | Sport1       |       |      |
| Japão          | DAZN         |       |      |
| Mónaco         | BeIN Sports  |       |      |
| Noruega        | Viasat Sport |       |      |
| Roménia        | Eurosport    |       |      |
| Rússia         | Match TV     |       |      |
| Suécia         | Viasat Sport |       |      |
| Uzbequistão    | NTRC Sport   |       |      |

## Controvérsias

### Segurança
Salvador foi alvo de críticas devido a crimes aos turistas que estavam na cidade para a competição.Uma jornalista chilena que estava em Salvador para cobrir o jogo Chile e Equador, foi agredida em uma tentativa de assalto quando entraria em um táxi. O homem foi preso no dia 20 de junho. Também em Salvador, um grupo de turistas chilenos que estavam para o mesmo jogo foram assaltados. Na cidade, também foi registrado assalto, espancamento e esfaqueamento no Centro Histórico. No dia 19 de junho, um turista chileno foi assaltado e agredido no Mercado Modelo.
O Comitê Organizador Local foi criticado por Silvio Luiz, comandante do Batalhão Especial de Policiamento em Estádios (BEPE), grupo da Polícia Militar do Rio responsável por cuidar da segurança em dias de jogos na cidade. Ao UOL, Silvio disse que o Comitê Organizador Local não cumpriu o que teria sido acordado entre as partes: a instauração de um perímetro de segurança que dificultasse o acesso de quem não tem ingressos ao entorno do Maracanã. Ele disse que os responsáveis pela área prometeram que isso seria feito para facilitar a operação para a partida Chile x Uruguai, mas o acordo não saiu do papel.
Um torcedor fantasiado de galo invadiu o campo do Estádio do Maracanã, que a segurança era de responsabilidade do Comitê Organizador Local.

### Qualidade dos gramados
Os gramados das sedes da competição foram duramente criticados pelas delegações.
Lionel Messi criticou todos os gramados das sedes da Copa América. O argentino fez as críticas depois do jogo Argentina x Catar, em Porto Alegre.
O técnico do Uruguai, Óscar Tabárez, também criticou os gramados da competição.
O jogador uruguaio, Luis Suárez, também criticou os gramados. Ele disse que todos os gramados da competição estão abaixo do esperado.
Tite, técnico da seleção brasileira, também criticou o gramado da Arena do Grêmio, em Porto Alegre. Ele disse que é um absurdo, em um jogo de alto nível, ter um campo com tamanha dificuldade para jogar. É absurdo a qualidade do campo da Arena. Alto nível não concebe esse gramado em lugar nenhum. É inconcebível eu vir na segunda-feira, olhar para o gramado, ver que tem cinco pessoas trabalhando e uma delas estar de folga. Vir na terça, estarem as mesmas cinco pessoas trabalhando. E nós vimos que ele (o gramado) estava prejudicado. Nos cobrem o futebol, cada um tem uma responsabilidade, atleta é cobrado por mim. Me deem condições de campo e façam trabalhos melhores executados para uma condição de espetáculo melhor. Ali estava brabo.
Thiago Silva, zagueiro da seleção brasileira, também criticou os gramados da Copa América. Ele disse: Acho que o primordial de tudo é ter um bom gramado, por que aí você vai ter um espetáculo melhor, bem jogado. Muito se fala: ah, uma equipe não joga, a outra também não, só se dá chutão. Mas infelizmente, às vezes, tem que ser assim. A nossa equipe, que eu acho a mais diferente de todas elas, procura jogar mesmo com gramado ruim, mas a gente corre risco. Muitas vezes a gente não quer correr o risco e acaba chutando a bola para frente, para fora, acaba não fazendo aquilo que está programado nos treinamentos
O técnico da seleção argentina, Lionel Scaloni, criticou o gramado da Arena Fonte Nova, em Salvador. Ele disse que O estado de conservação deveria estar melhor, porque era o primeiro jogo. Antes da partida, no aquecimento, soltavam pedaços.

### Preço dos ingressos
Paulo Cobos, colunista da ESPN, disse que a Conmebol trata os torcedores como idiotas, já que cobra uma pequena fortuna por um ingresso da Copa América no Brasil, e colhendo, como resultado, milhares de lugares vazios nos estádios. O colunista também diz que na Eurocopa de 2016 os ingressos mais baratos para os jogos da primeira fase e também das oitavas de final custavam 25 euros, o equivalente a R$ 110 pelo câmbio atual. Na Copa América, a entrada da categoria 4, a mais barata disponível em todos os estádios, custa R$ 120 na primeira fase (nas arenas de Corinthians e Grêmio, existe um setor sem assentos que custa R$ 60). Nos setores mais caros, a Eurocopa francesa, quase sempre com estádios lotados, tinha ingressos mais caros do que na Copa América. Mas aí entra um outro fator que mostra o desprezo ao bom senso da Conmebol. Na França, o salário mínimo é hoje de 1.521 euros (pouco menos de R$ 6,7 mil) Assim, o ingresso mais caro da Eurocopa, o de categoria 1 da grande final, que custava 895 euros, equivalia a 58% do mínimo que um trabalhador do país ganha.
Mesmo com as críticas, o presidente da CONMEBOL, Alejandre Dominguez, se posicionou contra a redução dos preços.

### Críticas de Messi e da federação argentina
Além das demais críticas feitas pela seleção argentina, Messi e a federação criticaram duramente a CONMEBOL. Messi disse que o Brasil controla tudo.
A federação argentina de futebol também fez críticas a arbitragem da semifinal Brasil e Argentina, e reprovou a presença do presidente da República Jair Bolsonaro na partida. A AFA (federação argentina) disse que a volta olímpica de Bolsonaro, é contra as regras da FIFA, que impede manifestações políticas nas partidas.
Em resposta, a CONMEBOL disse que É inaceitável que em função de incidentes próprios da competição, que contou com 12 seleções em igualdade de condições, se lancem acusações infundadas que faltam com a verdade e põem em discussão a integridade da Copa América. Tais acusações representam uma falta de respeito à competição, a todos os futebolistas participantes e às centenas de profissionais da Conmebol, instituição que desde 2016 vem trabalhando incansavelmente pela transparência, profissionalização e desenvolvimento do futebol sul-americano.